# Колено Симеоново
Колено Симео́ново (ивр. שֵׁבֶט שִׁמְעוֹן‎) — одно из колен Израилевых. Согласно библейскому преданию, происходило от Симеона — второго сына патриарха Иакова (от Лии).
Колено Симеоново вело пастушеский образ жизни в юго-западной части Палестины и не играло значительной роли в истории еврейского народа, а потому постепенно смешалось с соседними еврейскими племенами, в частности с иудеями и вениамитами, и исчезло с исторической сцены. Представителем этого племени выступает в Библии Юдифь — героиня одноимённой книги.

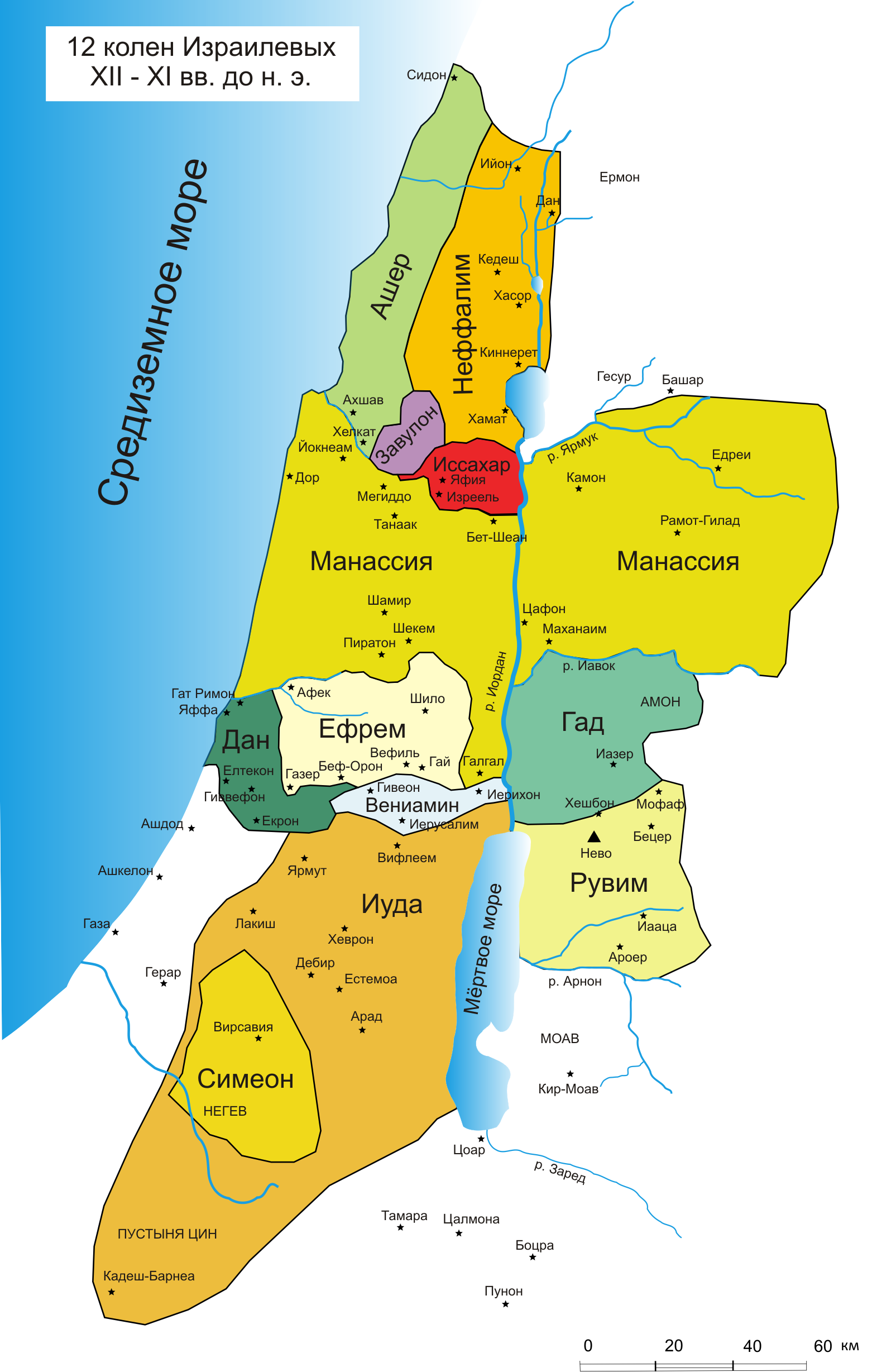
Карта расселения колен Израилевых